# Epichlorops puncticollis
Epichlorops puncticollis är en tvåvingeart som först beskrevs av Zetterstedt 1848.  Epichlorops puncticollis ingår i släktet Epichlorops, och familjen fritflugor. Arten är reproducerande i Sverige.